# أوسكار هايم
أوسكار هايم Oscar Heym (اسمه الأصلي فولفجانج مولر، ولد في 13 مارس 1967 في بانسبرج) هو أديب وكاتب روائي ألماني.
نشأ في مدينة بانسبرج ودرس القانون وعمل محاميا. وفي عام 1999 انتقل إلى برلين حيث اشتغل بجانب مهنته القانونية بالكتابة الحرة. وله العديد من الروايات والقصص وكذلك القصص المصورة.